# Supralibros

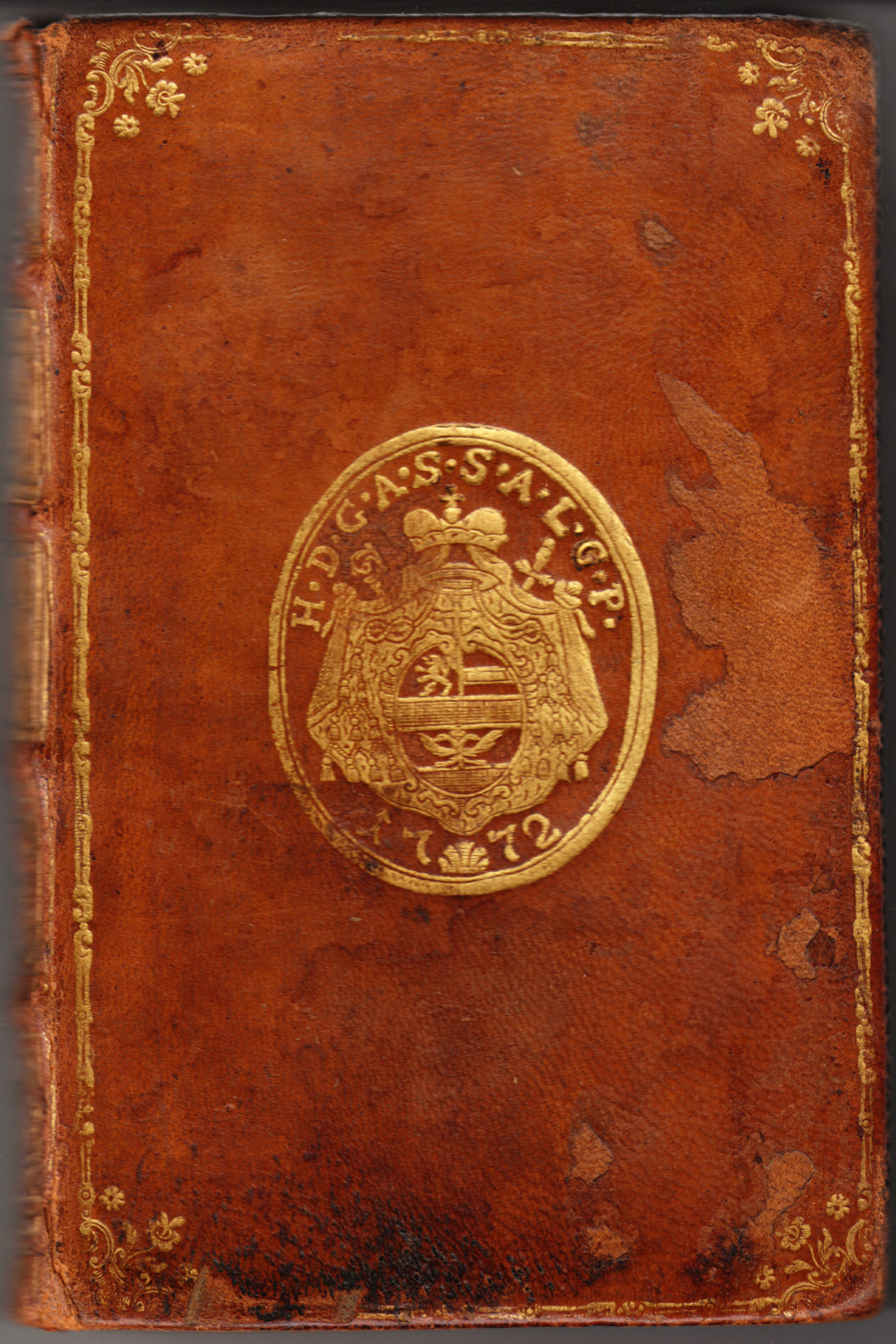
Super libros con el escudo de armas del conde Hieronymus von Colloredo, arzobispo de Salzburgo (1772).

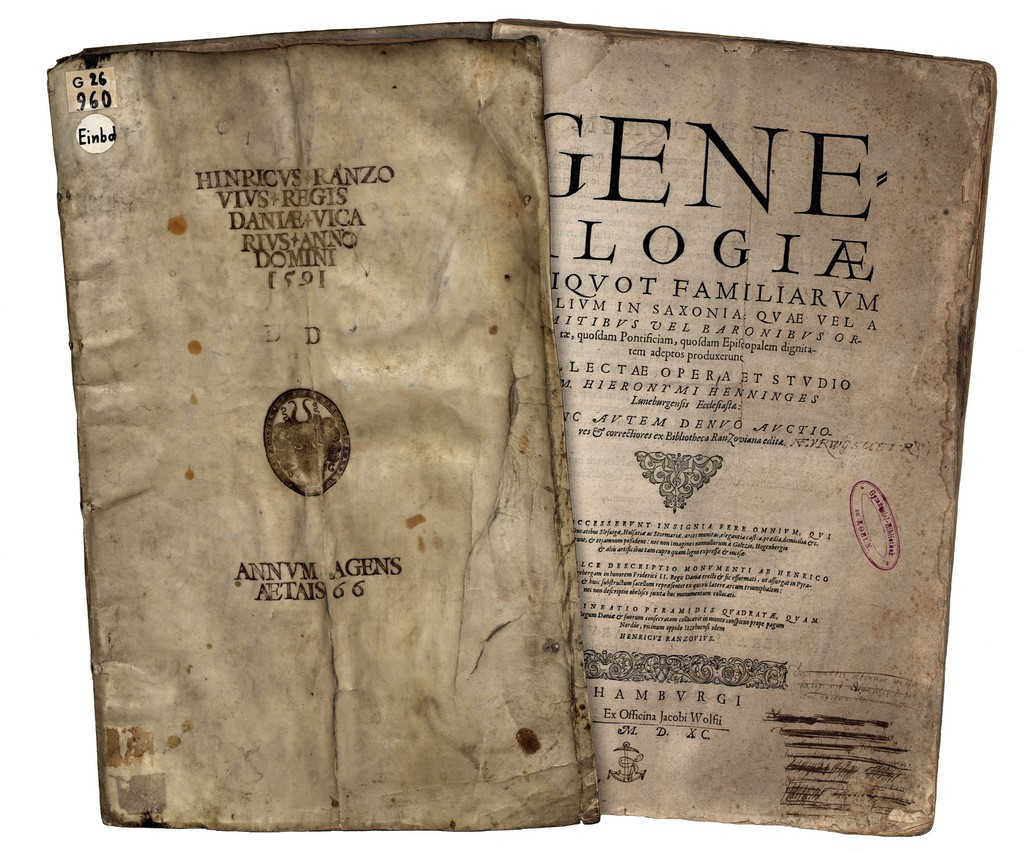
Super libros de Heinrich Rantzaus (1591) en la portada de Hieronymus Henninges: Genealogiae aliquot famliarum nobilium Saxoniae, Hamburgo 1590

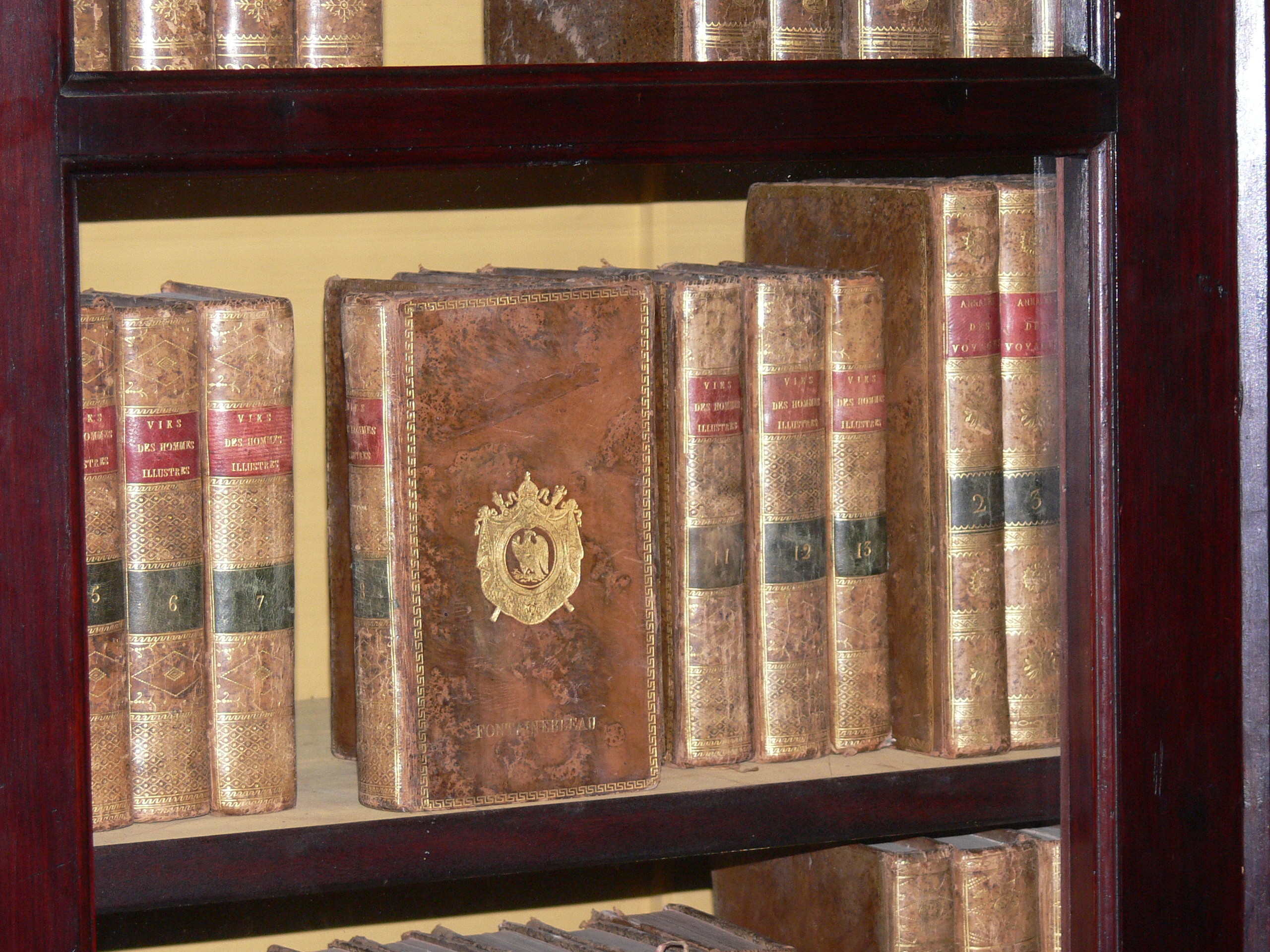
Libros de la biblioteca de Napoleón Bonaparte con super libros.

El supralibros, superlibros o, incorrectamente, superlibris (del latín supra, "sobre, encima de" y libros, "libros", en caso acusativo, que es el que rige la preposición supra) es una indicación de propiedad de un libro que se realiza en la encuadernación y suele tener motivos heráldicos o monogramas que identifican al propietario.
En la cultura del libro, se han utilizado principalmente tres formas de marcar la propiedad del mismo, las anotaciones manuscritas, el ex libris y el supralibros. Mientras que los ex libris se estampan o pegan en el interior de un libro, los supralibros se aplican en la cubierta del libro, lo que le hace tener un mayor resalte.
Por estar situado en la encuadernación, hay que tener en cuenta que ésta ha podido realizarse en una época posterior a la edición del libro, pero es una buena pista, en cualquier caso, sobre quien poseyó en algún momento el libro en cuestión. 
Los supralibros pueden ser textuales o figurativos. Los primeros suelen componerse de frases cortas en las cubiertas o las iniciales del propietario en la parte inferior del lomo. Los figurativos, principalmente en el centro, suelen ser motivos simbólicos o heráldicos. Se realizan, principalmente, con pan de oro y en relieve en la cubierta superior de un libro o en la cubierta inferior. Al igual que los ex libris, los supralibros son fundamentalmente, una expresión de orgullo del dueño del libro, la marca del propietario y, a menudo, un motivo ornamental. Además pueden tener también la función de evitar el robo o la pérdida del libro.
Fueron utilizados como tales por primera vez durante el Renacimiento, cuando se formaron las primeras  grandes bibliotecas privadas. Hubo desde entonces famosos bibliófilos que utilizaron supralibros que pueden hacer que un libro sea muy cotizado, como el caso de Jean Grolier de Servières, vizconde de Aguisy.